# 강광
강광(1936년 9월 24일 ~ )은 대한민국의 정치인이다. 제4대 정읍시장을 역임했다.

## 학력
- 신태인국민학교 졸업
- 익산남성중학교 졸업
- 익산남성고등학교 졸업
- 성균관대학교 경제학과 졸업

## 역대 선거 결과
|  | 37.60% |

|  | 44.43% |

|  | 31.28% |

|  | 17.16% |

|  | 35.49% |

|  | 33.74% |

|  | 11.58% |

|  | 30.17% |

|  | 9.56% |